# Anna Štěpánková
Anna Štěpánková (26. srpna 1911 – ???) byla česká a československá politička a poúnorová bezpartijní poslankyně Národního shromáždění ČSSR.

## Biografie
Ve volbách roku 1960 byla zvolena do Národního shromáždění ČSSR za Severočeský kraj jako bezpartijní kandidátka. V Národním shromáždění zasedala až do konce volebního období parlamentu, tedy do voleb v roce 1964.